# 디스카드 프로토콜
디스카드 프로토콜(Discard Protocol)은 인터넷 프로토콜 스위트의 서비스 중 하나로, 1983년 존 포스텔이 RFC 863에서 정의했다. 이 프로토콜은 테스트, 디버깅, 측정 및 호스트 관리 목적으로 설계되었다.
호스트는 전송 제어 프로토콜(TCP) 또는 사용자 데이터그램 프로토콜(UDP)의 포트 번호 9번을 통해 디스카드 프로토콜을 지원하는 호스트로 데이터를 보낼 수 있다. 서버로 전송된 데이터는 단순히 폐기되며, 응답은 반환되지 않는다. 이러한 이유로 UDP가 주로 사용되지만, TCP는 서비스가 세션 지향 연결(예: HTTP 프록시 또는 일부 가상사설망(VPN)을 통한 연결)에서 접근 가능하도록 허용한다.

## 같이 보기
대부분의 유닉스 계열 운영 체제에서는 디스카드 서버가 Inetd(또는 Xinetd) 데몬에 내장되어 있다. 디스카드 서비스는 일반적으로 기본적으로 활성화되어 있지 않다. 다음 줄을 /etc/inetd.conf 파일에 추가하고 구성을 다시 로드하면 활성화할 수 있다.
```
discard   stream  tcp     nowait  root    internal
discard   dgram   udp     wait    root    internal
```

디스카드 프로토콜은 유닉스 파일 시스템 노드 /dev/null의 TCP/UDP 버전이다. 이러한 서비스는 전송된 것을 수신하는 것이 보장되며, 수신이 보장되어야 하는 TCP 또는 UDP 페이로드를 사용하는 코드의 디버깅에 사용될 수 있다.
다양한 라우터에서 디스카드 프로토콜을 위한 TCP 또는 UDP 포트 9번(또는 ICMP 데이터그램을 중계하는 에코 프로토콜을 위한 포트 7번)은 기본적으로 인터넷에서 로컬 네트워크의 호스트로 웨이크 온 랜(WOL) 매직 패킷을 중계하는 프록시로도 사용되어 원격으로 호스트를 깨운다(이 호스트들은 WOL 데이터그램을 수락하도록 네트워크 어댑터가 구성되어 있어야 하며, 라우터는 이 프록시 설정을 활성화하고, 해당 내장 방화벽 (네트워킹)의 전달 규칙을 구성하여 인터넷 측에서 이 포트들을 열어야 할 수도 있다).
- 캐릭터 생성기 프로토콜
- 데이타임 프로토콜
- 타임 프로토콜